# Klaus Brill
Klaus Brill (* 1949 in Alsweiler) ist ein deutscher Journalist.

## Leben
Brill studierte Germanistik und Romanistik. Anschließend sammelte er erste journalistische Erfahrungen in Straubing, Augsburg, Bonn, Luxemburg und London und arbeitete für die Nachrichtenagentur Reuters. 1983 wechselte er zur Süddeutschen Zeitung, für die er zunächst in Frankfurt und in Hamburg tätig war. Danach war er viele Jahre Auslandskorrespondent, und zwar in Rom, Washington, D.C., Prag und Warschau. Zwischenzeitlich leitete er vier Jahre in München die Reportage-Redaktion („Seite Drei“) der SZ. 
Brill ist der Autor mehrerer Bücher. Es handelt sich dabei zum Teil um Reportagen und Feuilletons aus den Ländern, in denen er als Korrespondent tätig war. In dem Werk „Deutsche Eiche made in China“ schildert er hingegen die vielfältigen Auswirkungen der Globalisierung am Beispiel seines saarländischen Heimatdorfes Alsweiler. Das Buch „Die Nazis aus der Nähe“, das er gemeinsam mit drei anderen Autoren herausgegeben hat, analysiert die Wirkungsmechanismen des NS-Staates auf der Basis einer mikrohistorischen Spurensuche im saarländischen Landkreis St. Wendel. „Die Wucht des Buches ergibt sich aus dem Umstand, dass es die dramatische Entwicklung des Nationalsozialismus in allgemeiner Form beschreibt, aber auch ganz konkret auf die Vorgänge in den Dörfern und Familien eingeht“, urteilte die Saarbrücker Zeitung.
Brill lebt heute in Nordhessen und wirkt dort unter anderem als Programmdirektor des Festivals „Literarischer Frühling in der Heimat der Brüder Grimm“, das seine Frau, die Journalistin und Schriftstellerin Christiane Kohl, leitet.

## Werke (Auswahl)
- Die Köchin, die Pornodiva und der Papst, Picus Verlag, Wien 1998
- Beim Papst im Zimmer brennt noch Licht, Picus Verlag, Wien 1999
- Die Baronessa, die Eisfrau und der rote Premier, Picus Verlag, Wien 1999
- Deutsche Eiche made in China, Blessing, München 2009
- Lesereise Rom, Picus Verlag, Wien 2009
- Lesereise Prag, Picus Verlag, Wien 2011
- Lesereise Tschechien, Picus Verlag, Wien 2011
- Die Nazis aus der Nähe – Im Mikrokosmos der Hitler-Diktatur; als Herausgeber gemeinsam mit Bernhard W. Planz, Inge Plettenberg und Klaus Zimmer, Edition Schaumberg, Marpingen 2014
- Im Osten geht die Sonne auf – Eine Entdeckungsreise durch das neue Mitteleuropa, Süddeutsche Zeitung Edition, München 2014